# Kelagere, Nagamangala
Kelagere là một làng thuộc tehsil Nagamangala, huyện Mandya, bang Karnataka, Ấn Độ.